# Худайбергенов, Амангельды
Амангельды Худайбергенов — туркменский боксёр-любитель.

## Международные турниры
Участник Чемпионата мира по боксу 2009 1 - 12 сентября в Милане (до 57 кг). 
Участник Летних Азиатских игр 2010, 12—27 ноября, в Гуанчжоу, Китай (до 60 кг).
| Дата              | Турнир                       | Место проведения | Весовая категория                   | Соперник           | Результат | Дополнительно                    |
| ----------------- | ---------------------------- | ---------------- | ----------------------------------- | ------------------ | --------- | -------------------------------- |
| 12—27 ноября 2010 | Летние Азиатские игры 2010   | Гуанчжоу, Китай  | 60 кг (легкий вес, lightweight)     | Krishan Vikas      | 1 : 8     | 1/8 финала. Выбыл из турнира.<   |
| 12—27 ноября 2010 | Летние Азиатские игры 2010   | Гуанчжоу, Китай  | 60 кг (легкий вес, lightweight)     | Nawaz Hussain Khan | 10 : 4    | 1/16 финала. Вышел в 1/8 финала. |
| 3 сентября 2009   | Чемпионат мира по боксу 2009 | Милан, Италия    | 57 кг (легчайший вес, bantamweight) | Сергей Водопьянов  | 5 : 21    | 1/64 финала. Выбыл из турнира.   |

## Национальные первенства
| Дата         | Турнир                     | Место проведения      | Весовая категория                   | Соперник | Результат | Дополнительно                                    |
| ------------ | -------------------------- | --------------------- | ----------------------------------- | -------- | --------- | ------------------------------------------------ |
| Декабрь 2009 | Чемпионат Туркмении - 2009 | Ашхабад, Туркменистан | 56 кг (легчайший вес, bantamweight) | ?        | 3 - 0     | место. Вошёл в национальную сборную Туркмении.   |
| Декабрь 2008 | Чемпионат Туркмении - 2008 | Ашхабад, Туркменистан | 56 кг (легчайший вес, bantamweight) | ?        | 3 - 0     | 1 место. Вошёл в национальную сборную Туркмении. |